# جيمس تي كاشينج
جيمس تي كاشينج (بالإنجليزية: James T. Cushing)‏ هو فيزيائي نظري وفيلسوف وفيزيائي أمريكي، ولد في 4 فبراير 1937 في لونغ بيتش في الولايات المتحدة، وتوفي في 29 مارس 2002 في ساوث بند في الولايات المتحدة.